# Gorham (Kansas)
Gorham és una població dels Estats Units a l'estat de Kansas. Segons el cens del 2000 tenia 360 habitants.

## Demografia
Segons el cens del 2000, Gorham tenia 360 habitants, 149 habitatges, i 91 famílies. La densitat de població era de 579,2 habitants/km².
Dels 149 habitatges en un 30,9% hi vivien nens de menys de 18 anys, en un 50,3% hi vivien parelles casades, en un 7,4% dones solteres, i en un 38,9% no eren unitats familiars. En el 32,9% dels habitatges hi vivien persones soles el 14,1% de les quals corresponia a persones de 65 anys o més que vivien soles. El nombre mitjà de persones vivint en cada habitatge era de 2,42 i el nombre mitjà de persones que vivien en cada família era de 3,1.
Per edats la població es repartia de la següent manera: un 26,9% tenia menys de 18 anys, un 6,1% entre 18 i 24, un 26,4% entre 25 i 44, un 21,4% de 45 a 60 i un 19,2% 65 anys o més.
L'edat mediana era de 38 anys. Per cada 100 dones de 18 o més anys hi havia 86,5 homes.
La renda mediana per habitatge era de 23.021 $ i la renda mediana per família de 31.563 $. Els homes tenien una renda mediana de 30.357 $ mentre que les dones 12.308 $. La renda per capita de la població era de 12.655 $. Entorn del 15,4% de les famílies i el 14,7% de la població estaven per davall del llindar de pobresa.

## Poblacions més properes
El següent diagrama mostra les poblacions més properes.